# Grand prix Paul-Féval de littérature populaire
Le grand prix Paul-Féval de littérature populaire a été créé en 1984 par la Société des gens de lettres.

## Historique
En 1984, la Société des gens de lettres, en hommage au romancier Paul Féval (1817-1887) qui a présidé l'institution en 1867, a créé le grand prix Paul-Féval de littérature populaire. L'initiative de ce prix revient à Suzanne Lacaille, arrière-petite-fille de l'auteur. Le Prix est remis au printemps de chaque année. Il récompensait au départ l'ensemble de l'œuvre d'un auteur de romans populaires. Depuis 1995, le prix est attaché à une œuvre précise. Il n'y a pas de candidature spontanée.

## Note d'intention de la SGDL
Auteur des Mystères de Londres, Le Bossu, Les Habits noirs, Cœur d'acier... Paul Féval a peint de manière réaliste...
« ...des lieux et des milieux sociaux où se mélangent les situations imaginaires, les personnages hauts en couleur comme Lagardère, Cocardasse, Passepoil, devenus quasiment légendaires. Dans la lignée d'Alexandre Dumas, proche d'Eugène Sue dont il est le contemporain et de Zola dont il est le prédécesseur et presque l'ancêtre, il est de ceux qui donnèrent au roman populaire ses lettres de noblesse. Il compte parmi les grands feuilletonistes qui firent la fortune des libraires de l'époque et il eut à cœur de défendre la profession ».

## Liste des lauréats
Le prix a été décerné aux écrivains suivants :
| Édition | Année | Auteur               | Œuvre                                                         | Références bibliographiques | Genre                              |
| ------- | ----- | -------------------- | ------------------------------------------------------------- | --- | ---------------------------------- |
| 1re     | 1984  | Léo Malet            | pour la série Nestor Burma                                    | - | Roman policier                     |
| 2e      | 1985  | Magali               | -                                                             | - | Roman sentimental                  |
| 3e      | 1986  | François Cavanna     | -                                                             | - | -                                  |
| 4e      | 1987  | Michel Lebrun        | -                                                             | - | Roman policier                     |
| 5e      | 1988  | Charles Exbrayat     | -                                                             | - | Roman policier                     |
| 6e      | 1989  | Georges-Jean Arnaud  | -                                                             | - | -                                  |
| 7e      | 1990  | Thomas Narcejac      | -                                                             | - | Roman policier                     |
| 8e      | 1991  | Jacques Duquesne     | -                                                             | - | -                                  |
| 9e      | 1992  | Alain Demouzon       | -                                                             | - | Roman policier                     |
| 10e     | 1993  | Pierre Magnan        | -                                                             | - | Roman policier                     |
| 11e     | 1994  | Didier Daeninckx     | -                                                             | - | Roman noir                         |
| 12e     | 1995  | René Réouven         | Voyage au centre du mystère                                   | 1. Paris : Denoël, 1995, 268 p. (Sueurs froides), (ISBN 2-207-24330-3) | Roman policier                     |
| 13e     | 1996  | Jean Bernard Pouy    | RN86 et La Petite écuyère à cafté                             | 1. Paris : Éditions Baleine | Roman noir                         |
| 14e     | 1997  | Antonine Maillet     | Le Chemin Saint-Jacques                                       | 1. Paris : Grasset, 1997, 346 p. (ISBN 2-246-54661-3) | -                                  |
| 15e     | 1998  | Pierre Bourgeade     | Pitbull                                                       | 1. Paris : Gallimard, 1997, 136 p. (Série noire ; 2481), (ISBN 2-07-049789-5) | Roman noir                         |
| 16e     | 1999  | Claude Seignolle     | La Gueule                                                     | 1. Honfleur : Zulma, 1999, 251 p. (ISBN 2-84304-066-3) 2. Paris : France loisirs, 1999, 251 p. (ISBN 2-7441-3225-X) | -                                  |
| 17e     | 2000  | Pierre Bordage       | Les Fables de l'Humpur                                        | 1. Paris : Éd. J'ai lu, 1999, 414 p. (Millénaires), (ISBN 2-277-26019-3) 2. Paris : J'ai lu, 2002, 476 p. (J'ai lu ; 6280), (ISBN 2-290-31914-7) | Roman de science-fiction           |
| 18e     | 2001  | Frédéric H. Fajardie | Les Foulards rouges                                           | 1. Paris : J.-C. Lattès, 2000, 570 p. (ISBN 2-7096-2196-7) 2. Paris : le Grand livre du mois, 2000, 570 p. (ISBN 2-7028-4477-4) 3. Paris : Éd. France loisirs, 2001, 474 p. (ISBN 2-7441-5002-9) 4. Paris : Librairie générale française, 2002, 505 p. (Le livre de poche ; 15346), (ISBN 2-253-15346-X) | Roman historique                   |
| 19e     | 2002  | Alexandre Torquet    | La Princesse au Cobra                                         | 1. Paris : A. Michel, 2001, 373 p. (Les grands romans historiques), (ISBN 2-226-12625-2) 2. Paris : Librairie générale française, 2003, 443 p. (Le livre de poche ; 15492), (ISBN 2-253-15492-X) | Roman historique                   |
| 20e     | 2003  | Jean Contrucci       | L'Énigme de la Blancarde (Les Nouveaux Mystères de Marseille) | 1. Paris : J. C. Lattès, 2002, 283 p. (ISBN 2-7096-2380-3) 2. Paris : le Grand livre du mois, 2004, 283 p. (ISBN 2-286-00763-2) 3. Paris : Librairie générale française, 2005, 314 p. (Le livre de poche ; 35016), (ISBN 2-253-11406-5)                                                                  | Roman policier historique          |
| 21e     | 2004  | Serge Brussolo       | Le Château noir (Peggy Sue et les fantômes no 5)              | 1. Paris : Plon, 2004, 355 p. (ISBN 2-259-19957-7) 2. Paris : Pocket jeunesse, 2005, 285 p. (Pocket junior. Pocket jeunesse ; J1510), (ISBN 2-266-15170-3) | Roman fantastique pour la jeunesse |
| 22e     | 2005  | Frédérik Pajak       | Mélancolie                                                    | 1. Paris : Presses universitaires de France, 2004, 183 p. (Perspectives critiques), (ISBN 2-13-053893-2) | -                                  |
| 23e     | 2006  | Christian Signol     | Les Messieurs de Grandval                                     | 1. Paris : A. Michel, 2005, 374 p. (ISBN 2-226-16808-7) 2. Paris : Éd. France loisirs, 2006, 336 p. (ISBN 2-7441-9382-8) | Roman de terroir                   |
| 24e     | 2007  | Marcus Malte         | Garden of love                                                | 1. Honfleur : Zulma | -                                  |
| 25e     | 2008  | Alain Wagneur        | Hécatombe-les-Bains                                           | 1. Arles : Actes Sud (Babel noir) | Roman noir                         |
| 26e     | 2009  | Gérard de Cortanze   | Indigo                                                        | 1. Paris : Plon, 2009, 373 p. (ISBN 2-259-20301-9) | Roman d'apprentissage              |
| 27e     | 2010  | Ingrid Astier        | Quai des enfers                                               | 1. Paris : Gallimard, 2010, 400 p. (ISBN 978-2-07-012710-8) | Roman policier                     |
| 28e     | 2011  | Hubert de Maximy     | Le Destin d'Honorine                                          | 1. Paris : Presses de la Cité, 2011, 351 p. (ISBN 978-2-258-08458-2) | Roman d'apprentissage              |
| 29e     | 2012  | Jean-François Parot  | L'Enquête russe                                               | 1. Éditions Jean-Claude Lattès, 2012, 550 p. (ISBN 2-7096-3694-8) | Roman policier historique          |
| 30e     | 2014  | Sophie Chauveau      | Noces de charbon                                              | 1. Paris : Gallimard 2014 2. Folio 2015 (ISBN 2070463311) |                                    |
| 31e     | 2016  | Bénédicte des Mazery | Les Oiseaux de passage                                        | 1. Anne Carrière |                                    |

## Remarques
(août 2024).
Le roman La Gueule de Claude Seignolle a été écrit entre 1944 et 1950, et est composé de trois récits, autobiographiques. Il avait été publié au Terrain Vague, la maison d’édition d'Éric Losfeld, en 1959.